# Mailmerge
Mailmerge is een techniek om vanuit een sjabloonbrief een veelvoud aan documenten te genereren waarin enkele gegevens verschillen. Mailmerge is een techniek voor bedrijven om door hun verzonden massacommunicatie een persoonlijk tintje te geven en wordt veel gebruikt in direct marketing.
Serieuze tekstverwerkingsprogramma's beschikken over mailmergemogelijkheden. Men dient daartoe een sjabloonbrief op te stellen en een tabel met gegevens aan te leveren.
Een voorbeeld van een sjabloonbrief kan er als volgt uitzien:
| Geachte heer #achternaam#, Wij wilden u er op attent maken dat wij uw opdracht van #opdrachtdatum# ontvangen hebben. De levertijd bedraagt #levertijd#. Met vriendelijke groet, #naamverkoper# Verkoopgraag B.V. Verkoperslaan 4 Zakenstad |

Voorbeeld van een gegevenstabel:
| Voornaam | Achternaam | Opdrachtdatum  | Levertijd | Naamverkoper |
| -------- | ---------- | -------------- | --------- | ------------ |
| Jaap     | Koopgraag  | 1 januari 2005 | 10 dagen  | Snelle Harry |
| Sjaak    | Grootkoper | 3 januari 2005 | 12 dagen  | Snelle Harry |

De tekstverwerker zou uit bovenstaande twee brieven genereren.